# August Heitmann
August Heitmann, conocido en España y América Latina como Augusto Heitmann (Kálimnos, Grecia; 1907 - Santiago, Chile; 1971
) fue un nadador olímpico alemán de origen griego.

## Trayectoria
Nacido en Grecia, en 1924 se trasladó a Alemania para nadar en el Bielefelder SV 1902 y un año más tarde en el Magdeburger SV 1896. Fue campeón y plusmarquista alemán de 100 metros estilo libre, en 1926 y 1927.
En 1926 participó en el primer Campeonato de Europa de natación, celebrado en Budapest, logrando la medalla de oro con el equipo alemán de relevos en 4 x 200 metros libre, con Joachim Rademacher, Friedel Berges y Herbert Heinrich. Un año más tarde, en los campeonatos europeos de Bolonia revalidó la medalla de oro con el mismo equipo de relevos, estableciendo un récord del mundo, y sumó una medalla de bronce en 100 metros libre.
Tras los campeonatos de Bolonia se instaló en Barcelona, España, por motivos laborales y se enroló en el Club Natació Barcelona. No pudo participar en campeonatos nacionales y únicamente nadó en pruebas de libre inscripción, logrando destacadas victorias en aguas abiertas, en la Copa Nadal y en la travesía a nado al puerto de Barcelona en 1927, batiendo récords en ambas pruebas.
En 1928 participó en los Juegos Olímpicos de Ámsterdam con el equipo de Alemania. Tras la cita olímpica se trasladó a Chile, donde residió hasta su muerte.